# J-ok'el
J-ok'el es una película mexicana de misterio y terror de 2007, escrita por Jeremy Svenson y dirigida por Benjamin Williams. Está protagonizada por los actores estadounidenses Dee Wallace-Stone y Tom Parker junto con el elenco mexicano Ana Patricia Rojo, Diana Bracho, Jesús Ochoa y Angelique Boyer.
Según el director, se apartó de las historias habituales sobre espíritus mostrando un final donde no siempre ganan los buenos y muchos ambientes iluminados, en una narración orientada a sorprender a los conocedores del género. Esta película marca el debut de Williams.

## Argumento
Un estadounidense viaja a una pequeña ciudad en Chiapas, México, llamada San Cristóbal de las Casas, para ayudar a su madre cuando se entera de que su media hermana ha desaparecido. Todo indica que se trata de una ola de secuestros atribuidos a la legendaria J-ok'el "la llorona" [la cual es conocida por su grito: "¡Aaaaaay, mis hijos!"], aquella mujer que ahogó a sus hijos siglos atrás y cuyo espíritu ha regresado para llevarse a otros niños y así olvidar su propio sufrimiento.

## Reparto
- Ana Patricia Rojo ... Carmen Romero
- Dee Wallace-Stone ... Helen Moret
- Tom Parker ... George Christensen
- Jesús Ochoa ... Capitán Flores
- Diana Bracho ... J-ok'el (La Llorona)
- Eddi Alfaro ... Taquero 1
- Jorge Bermúdez Miranda ... Los Terribles - Bajo
- Angelique Boyer ... Chica Francesa
- Pablo Bracho ... Meco
- Juan Jesús Canaán Ramírez ... Oficial Domínguez
- Hersalia Cantoral Trejo ... Artista callejera
- Cheneck ... Perro asustado
- Patricia Corbet ... Turista
- Alberto De Jesús Villafuerte ... Los Terribles - Guitarra
- Gabriel Esteban Figueroa Tejero ... Fernando Romero
- Israel García ... Vagabundo
- Gente de San Cristóbal ... Ellos Mismos
- Hector Romeo Gordillo Alanis ... Los Terribles - Batería
- Guillermo Grajalej ... Balam
- Mario Limantour ... Mario
- Grupo de Danza de Carmelo ... Ellos Mismos
- Sofía Guadalupe ... Bebé
- Humberto Guillén Morales ... Taxista 2
- Bárbara Guillén ... Mamá del Bebé
- Anibal Herrera Tapia ... Los Terribles - Vocalista
- Gildardo Javier Gómez ... Recepcionista
- Carlos Jiménez Pacheco ... Hijo de J-ok'el
- Leonardo Durán ... Hijo de J-ok'el
- Sergio Alfonso Jiménez Reyes ... Amigo de Meco 1
- Antonio Lobato ... Rubén
- Alejandro López Gonzáles ... Taxista 1
- Dolores Montoya ... Abuela
- José Luis Morales Mejía ... José Moret
- Natzeli Morales Richard ... Carolina Moret
- Oscar Orozco Venegas ... Ramón
- Arturo Ortiz Jauregui ... Hombre en camión
- Alejandra Pérez Higuera ... Margarita
- Adán Ramírez Sánchez ... Pablo
- José Francisco Rocker Tovilla ... Miguel
- Alondra Salinas ... Camarera
- Hernándo Santiago Robles ... Abuelo
- Raymundo Santos Pérez ... Taquero 2
- Laura Silvana Verza ... Mujer en la catedral
- Tahina ... Jaguar
- Marti Torrens ... Hombre fumando
- Sofía Torres Alba ... Priscila
- Lorena Trejo Hernández ... Mujer en el kiosco
- Pamela Trueba ... Gloria
- Iván Tula ... Amigo de Meco 2
- Blanca Esther Ruiz Ozuna... Madre de hijo desaparecido

## Banda sonora
- "Las chiapanecas", dominio publico interpretada por Marimba El Kiosco.
- "La llorona loca", escrita por José Barros Palomino, interpretada por Los Terribles. Cortesia de Editora Pham.

## Premios
La película ganó medalla de oro a mejor música, en el Park City Film Music Festival, en Park City, Utah.

## Trivia
- J-ok'el significa "mujer que llora" en lengua Tzotzil.
- J-ok'él fue la última película que distribuyó el Grupo Mercamedia, antes de cerrar operaciones.
- La película tuvo un presupuesto de tan solo $500,000 dólares.